# Isla de Embiez
Isla de Embiez (en francés: Île des Embiez) es una isla francesa ubicada a un kilómetro de Six-Fours-les-Plages cerca de Toulon.
El Puerto de San Pedro (Port-Saint-Pierre) es accesible fácilmente desde Brusc (puerto del pueblo), y a través de transbordadores.
La isla de Embiez cubre 95 hectáreas y tiene una asombrosa diversidad: playas de grava, una costa rocosa salpicada de calas, marismas, bosques de pinos, y viñas que le da un ambiente de color de rosa.